# Habitatge al carrer Agoders, 32 (Tàrrega)
El Carrer Agoders, 32 és una obra de Tàrrega (Urgell) protegida com a bé cultural d'interès local.
L'edifici està format de planta baixa i dos pisos. És la construcció de menys alçada dins del conjunt d'edificis amb façanes de carreus de pedra que hi ha al carrer Agoders. La planta baixa té una portalada amb arc de mig punt. Les llindes de les balconades del primer pis destaquen dels altres per la seva ornamentació. La construcció és del 1720.